# Desigualdad triangular

Desigualdad del triángulo.

La desigualdad triangular es un teorema de geometría euclidiana que establece:
| En todo triángulo la suma de las longitudes de dos lados cualesquiera es siempre mayor a la longitud del lado restante. |

Este resultado ha sido generalizado a otros contextos más sofisticados como espacios vectoriales. Definido matemáticamente, cualquier triángulo cumple la siguiente propiedad:

{\displaystyle a<(b+c),\qquad b<(a+c),\qquad c<(a+b)}

donde a, b y c son los lados.

## Espacios vectoriales normados
El teorema se pide como axioma para definir los espacios vectoriales normados (espacios vectoriales donde hay una norma {\displaystyle \|\cdot \|} definida), resultando en la siguiente versión de la desigualdad triangular:
| En todo espacio vectorial normado {\displaystyle V,\forall {\vec {x}},{\vec {y}}\in V,\ \ \left\\|{\vec {x}}+{\vec {y}}\right\\|\leq \left\\|{\vec {x}}\right\\|+\left\\|{\vec {y}}\right\\|} |

En particular, la recta real es un espacio vectorial normado con el valor absoluto como norma. Entre otras condiciones, se satisface la desigualdad triangular:
| Para cualesquiera dos números a y b se cumple: {\displaystyle \|a+b\|\leq \|a\|+\|b\|} |

cuya demostración es:

### Demostración
(Ámbito → ℝ).
Haciendo uso de las propiedades del valor absoluto, es posible escribir:
{\displaystyle -|a|\leq a\leq |a|}
{\displaystyle -|b|\leq b\leq |b|}
Sumando ambas inecuaciones:
{\displaystyle -(|a|+|b|)\leq a+b\leq |a|+|b|}
A su vez, usando la propiedad de valor absoluto {\displaystyle |c|\leq d} si y solo si {\displaystyle -d\leq c\leq d} en la línea de arriba queda: 
{\displaystyle |a+b|\leq |a|+|b|}

### Generalización de la desigualdad triangular para cualquier número de sumandos
La desigualdad triangular puede generalizarse a un número arbitrario de sumandos:

{\displaystyle |x_{1}+x_{2}+\cdots +x_{n}|\leq |x_{1}|+|x_{2}|+\cdots +|x_{n}|},

es decir:

{\displaystyle \left|\sum _{i=1}^{n}x_{i}\right|\leq \sum _{i=1}^{n}|x_{i}|.}

donde n es un número natural, y los {\displaystyle x_{i}} son números reales.
| Demostración |
| La demostración es un ejemplo clásico de prueba por inducción matemática. Como casos iniciales observamos que para n=1: {\displaystyle \|x_{1}\|\leq \|x_{1}\|} puesto que el símbolo {\displaystyle \leq } es una disyunción lógica (menor o igual) que contempla ya el caso de igualdad Cuando n=2, obtenemos la desigualdad triangular clásica {\displaystyle \|x_{1}+x_{2}\|\leq \|x_{1}\|+\|x_{2}\|} Supongamos ahora que la condición se ha verificado hasta un cierto valor k de n. Esto es, asumimos que se ha verificado {\displaystyle \left\|\sum _{i=1}^{k}x_{i}\right\|\leq \sum _{i=1}^{k}\|x_{i}\|.} Queda por demostrar que la afirmación es cierta también para el siguiente valor, k+1. Partimos de la siguiente expresión: {\displaystyle \left\|\sum _{i=1}^{k+1}x_{i}\right\|=\left\|\sum _{i=1}^{k}x_{i}+x_{k+1}\right\|} y observando que {\displaystyle \sum _{i=1}^{k}x_{i}} es un número real y {\displaystyle x_{k+1}} es otro, podemos aplicar la desigualdad triangular para dos sumandos: {\displaystyle \left\|\sum _{i=1}^{k}x_{i}+x_{k+1}\right\|\leq \left\|\sum _{i=1}^{k}x_{i}\right\|+\|x_{k+1}\|} Aplicamos ahora la afirmación para n=k sumandos {\displaystyle \left\|\sum _{i=1}^{k}x_{i}\right\|\leq \sum _{i=1}^{k}\|x_{i}\|.} la cual habíamos supuesto como cierta y la sustituimos para obtener {\displaystyle \left\|\sum _{i=1}^{k}x_{i}+x_{k+1}\right\|\leq \sum _{i=1}^{k}\|x_{i}\|+\|x_{k+1}\|.} Sin embargo, esta última expresión es precisamente {\displaystyle \sum _{i=1}^{k+1}\|x_{i}\|.} de manera que hemos demostrado {\displaystyle \left\|\sum _{i=1}^{k+1}x_{i}\right\|\leq \sum _{i=1}^{k+1}\|x_{i}\|.} y por medio de inducción matemática, el resultado queda establecido para cualquier valor de n. |

### Desigualdad de Minkowski
La desigualdad triangular puede generalizarse aún más para integrales (Riemann, Riemann-Stieltjes, Lebesgue-Stieltjes, etc):

{\displaystyle \left|\int _{A}f(x){\text{d}}\mu (x)\right|\leq \int _{A}|f(x)|{\text{d}}\mu (x)}

así como también para espacios Lp. Sea S un espacio medible, sea 1 ≤ p ≤ ∞ y sea f y g elementos de Lp(S). Entonces f + g es de Lp(S), y se tiene

{\displaystyle \|f+g\|_{p}\leq \|f\|_{p}+\|g\|_{p}}

con la igualdad para el caso1 < p < ∞ si y sólo si f y g son positivamente linealmente dependientes (que significa que f = λg o g = λf para algún λ ≥ 0).
Esta desigualdad se llama desigualdad de Minkowski y está demostrada en su propio artículo. Igual que la desigualdad de Hölder, la desigualdad de Minkowski se puede especificar para sucesiones y vectores haciendo:
{\displaystyle \left(\sum _{k=1}^{n}|x_{k}+y_{k}|^{p}\right)^{1/p}\leq \left(\sum _{k=1}^{n}|x_{k}|^{p}\right)^{1/p}+\left(\sum _{k=1}^{n}|y_{k}|^{p}\right)^{1/p}}
para todos los números reales (o complejos) x1, ..., xn, y1, ..., yn y donde n es el cardinal de S (el número de elementos de S).